# Lionetto Fabbri
Lionetto Fabbri (Firenze, 4 aprile 1924 – Firenze, 9 dicembre 2011) è stato un regista italiano.

## Biografia
Cresce nel quartiere di San Frediano, a Firenze. Si appassiona alla fotografia tramite il contatto con Magrini, famoso fotografo di Viareggio, città dove si trovava il negozio di giocattoli del padre. Nel 1949 Antonio Basetti Sani, il presidente della Pontificia Commissione di Assistenza, gli commissiona il suo primo film, un documentario sui ragazzi in colonia: Colonie per l'infanzia . Comincia poi a lavorare come reporter di cinegiornale e in seguito come documentarista scientifico.
Vince due volte il Gran Premio Orso d'Oro al Festival internazionale del cinema di Berlino con i documentari Gente lontana (1957) e La lunga raccolta (1958). Realizza anche due lungometraggi ascrivibili all'interno del genere mondo movie: Malesia magica (1961) e Uomo, uomo, uomo (1977, uscito solo sul mercato giapponese e di Hong Kong nel 1979 col titolo Man, Man, Man).
Nel 2008 il Consiglio regionale della Toscana gli conferisce il Gonfalone d'argento.
Il regista Roberto Schoepflin gli ha dedicato il documentario Un Ulisse rustico. Il cinema di Lionetto Fabbri (2010).

## Filmografia

### Cortometraggi
- Colonie per l'infanzia (1949)
- Antico mestiere (i lavandai di Grassina) (1955)
- Lavoro di tondo (1955)
- L'arte del cesello (1957)
- Gente lontana (1957)
- Gente del bosco (1958)
- La lunga raccolta (1958)
- Paese scomparso (1958)
- Terra contesa (1958)
- Vetro verde (1958)
- I "Mammalucchi" (1959)
- La reggia di Eolo (1959)
- Un giorno all'anno (I serpari di Cocullo) (1960)
- Io del Sud (1961)

- Paura (1964)
- Sciccosi (1965)
- Quell'isola laggiù (Malasorte) (1966)
- Danza degli Anastenarides (Danza del fuoco) (1975)
- Fatima oggi (1975)
- Hare krishna (1975)
- Il massacro proibito delle balene (1975)
- Pescatori del Mare del Nord (1975)
- Uomini e balene (1975)
- Gli zazzeruti (1975)
- Alle cinque della sera (1979)
- Donne nuove (1979-1983)

### Lungometraggi
- Malesia magica (1961)
- Uomo, uomo, uomo (1977)